# St. Johannes Evangelist (Tübingen)

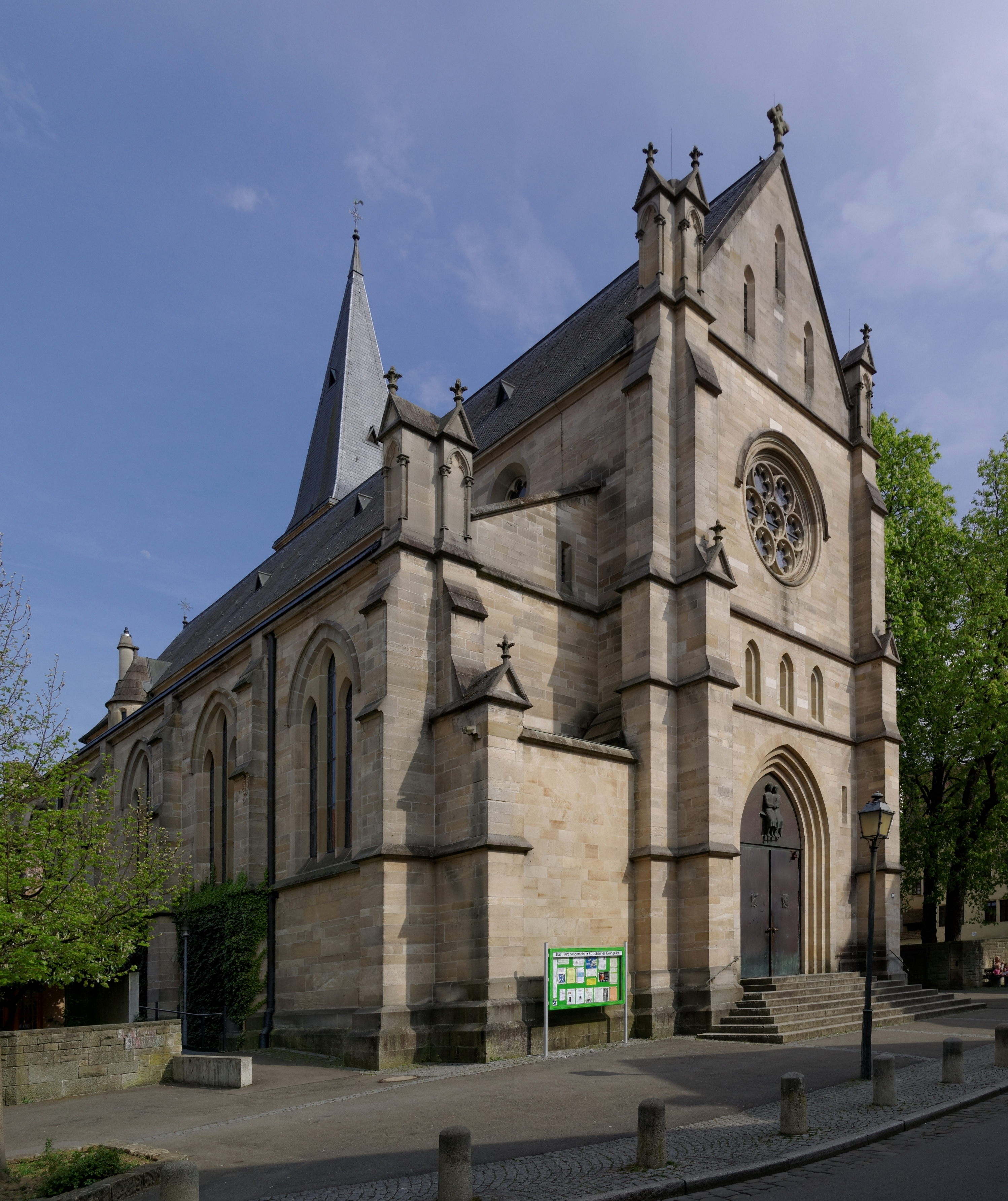
Westfassade mit Eingangsportal

Die katholische Pfarrkirche St. Johannes Evangelist in Tübingen wurde von 1875 bis 1878 von dem Hofbaumeister Joseph von Egle im Stil der Neugotik erbaut.

## Baugeschichte

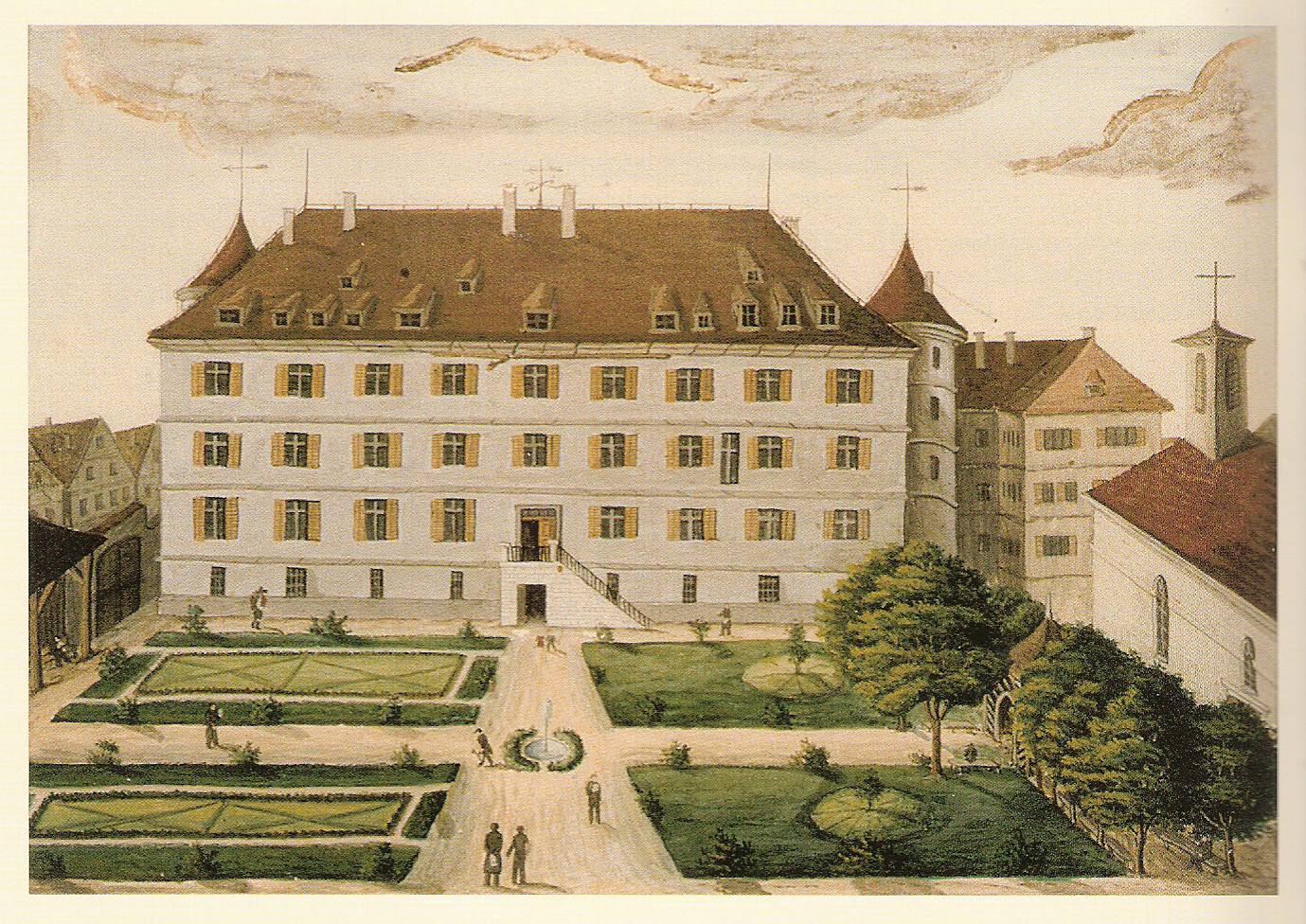
Das Wilhelmsstift mit dem Garten von Norden. Rechts an der Froschgasse steht die erste katholische Kirche Tübingens. Gouache von 1827

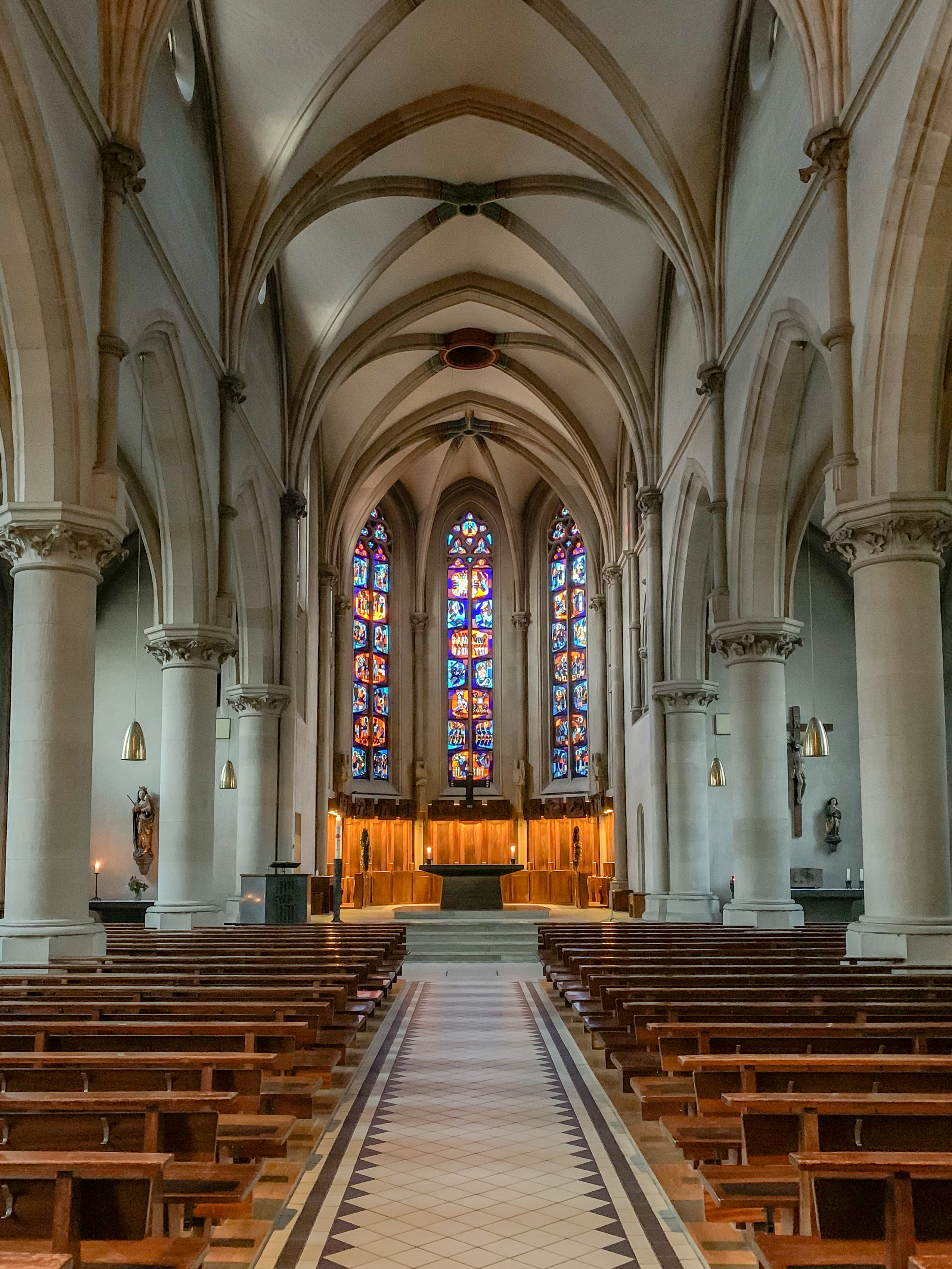
Innenansicht mit Altarraum und Chorfenstern von Wilhelm Geyer

Die nach der Reformation erste katholische Kirche Tübingens hatte einen provisorischen Charakter und ging auf einen früheren Ballsaal zurück. Sie wurde 1818 in der Froschgasse erbaut, stand allerdings entlang der Straße und nicht quer zur Straße wie die jetzige St.-Johannes-Kirche. Der kleine einfache Saalbau entstand für die wenigen Katholiken, die sich in Tübingen nach der Entstehung des Königreichs Württemberg niederließen, das im Gegensatz zum früheren Herzogtum Württemberg große katholische Gebiete besaß. Mit der Zeit wollten die Tübinger Katholiken eine größere (die damalige war bereits fast zu klein geworden) und vor allem eine repräsentativere Pfarrkirche haben, deswegen wurde 1862 ein Kirchenbaukomitee gegründet. Man kaufte ein Haus, das nördlich der damaligen Kirche in der Froschgasse stand, um das Grundstück zu vergrößern. Der Bau einer neuen Kirche war umso dringender geworden, da Tübingen Garnisonstadt werden sollte – was mit der Eröffnung der Thiepval-Kaserne 1875 geschah. Es war zu erwarten, dass es unter den Soldaten, die in Tübingen dienen sollten, auch viele Katholiken geben würde. Das Baukomitee beauftragte 1872 den Hofbaumeister Joseph von Egle. Für den Kirchenbau nutzte man außer den Grundstücken an der Froschgasse vor allem den Garten des Wilhelmsstifts, der dadurch erheblich verkleinert wurde.
Am 28. November 1878 weihte Bischof Karl Joseph von Hefele die neue Kirche zu Ehren des Evangelisten Johannes. Stilistisch ist der Bau ein typischer Vertreter der zu jener Zeit verbreiteten neugotischen Kirchenbaukunst. Auffällig sind die Anklänge an die mittelalterlichen Bettelordenskirchen, insbesondere an die Dominikanerkirche St. Paul in Esslingen am Neckar.
Nach dem Zweiten Weltkrieg entsprachen der dunkle Innenraum und die neugotische Einrichtung nicht mehr dem Zeitgeschmack und den liturgischen Bedürfnissen. Daher wurde 1959 ein Konzept für die Erneuerung der Kirche erarbeitet, das von 1961 bis 1964 umgesetzt wurde. Die Vollplastik im Tympanon und die Reliefs an den Türen wurden von Toni Schneider-Manzell entworfen. Der Innenraum wurde von Zierrat befreit und durch Farbgebung und höhere Chorfenster erhellt. Wilhelm Geyer aus Ulm gestaltete die Chorfenster, die Szenen der Heilsgeschichte zeigen.

## Orgeln

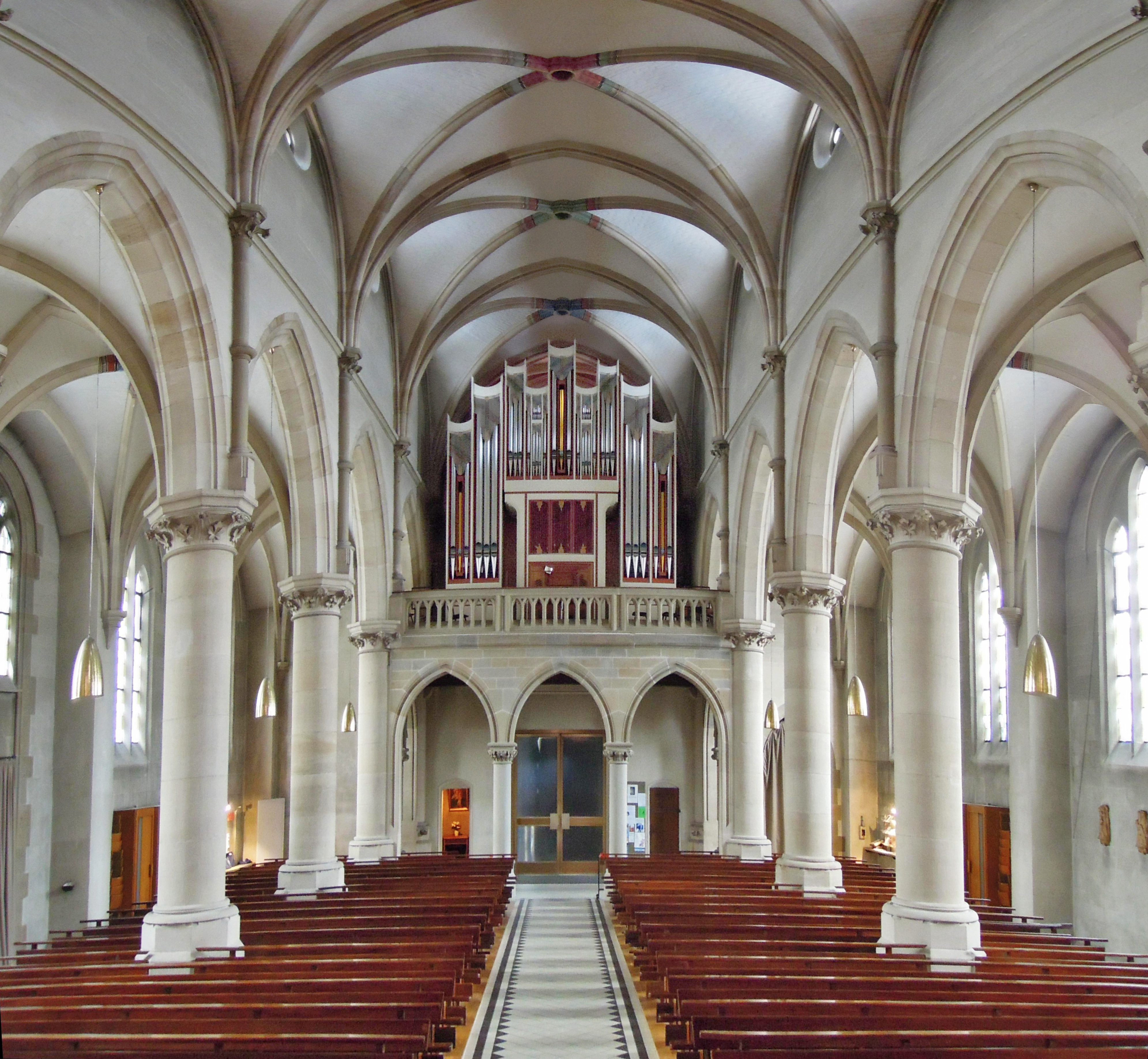
Die Rieger-Orgel (1990) vom Kirchenschiff aus gesehen

### Branmann-Orgel
Der erste Orgel der Johanneskirche war ein Werk des Ulmer Orgelbauers Heinrich Conrad Branmann. Das Instrument mit zwei Manualen und 25 Registern wurde 1880 fertiggestellt. Die Prospektpfeifen wurden während des Ersten Weltkriegs 1917 als „Kriegsopfer“ ausgebaut. In den 1920er-Jahren erhielt das Instrument ein elektrisches Gebläse.

### Späth-Orgel
Im Jahr 1962 wurde die Branmann-Orgel durch ein neues Instrument der Gebrüder Späth ersetzt. Dieses hatte drei Manuale und 35 Register. In den 1980er-Jahren fiel die Entscheidung, auch dieses Instrument zu ersetzen. Die Orgel wurde abgebaut, eingelagert und auf Initiative des ehemaligen Rottenburger Diözesanmusikdirektors Josef Fleschhut (1942–2016) schließlich an die Pfarrkirche von El Médano (Teneriffa) verschenkt, wo sie 1994 aufgestellt wurde und erhalten ist.

### Rieger-Orgel

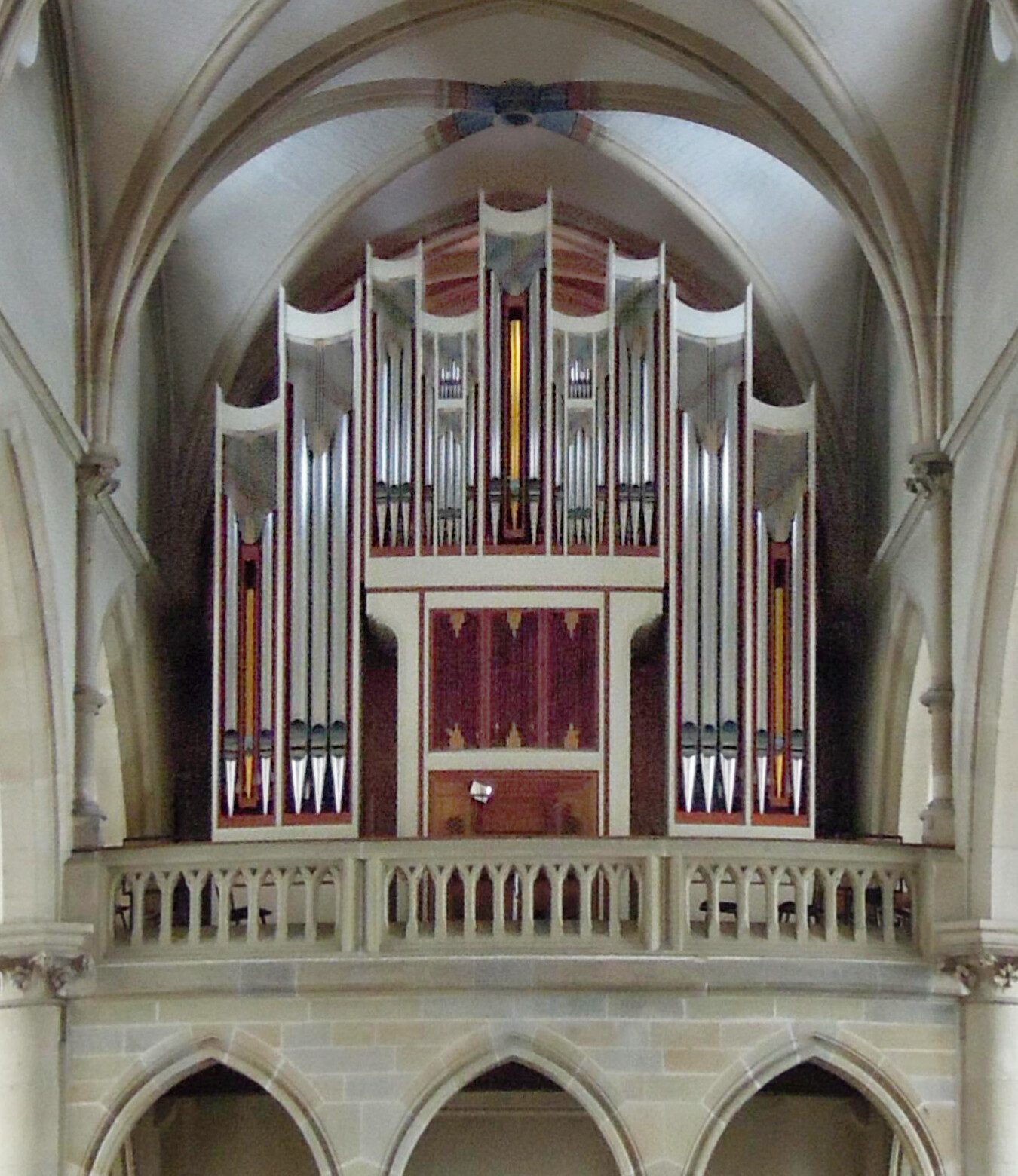
Prospekt der Rieger-Orgel

Jan Janca, der als Organist an St. Johannes von 1971 bis 1996 wirkte und die Späth-Orgel als zu bescheiden für die katholische Hauptkirche in Tübingen empfand, setzte sich dafür ein, dass eine neue Orgel angeschafft wurde. Er plante auch das Instrument, als entschieden war, dass den Bau die Firma Rieger Orgelbau übernehmen sollte. Am 4. Februar 1990 wurde die neue Orgel, ein Instrument mit 39 Registern, verteilt auf drei Manuale und Pedal, eingeweiht.  Im Jahr 2011 wurde das Schwellwerk umintoniert und um ein Register (Bourdon 16′) erweitert, die Register Trompete 8′ (HW) und Hautbois 8′ (SW) wurden ausgetauscht. Auch das Positiv ist schwellbar.
Die Disposition lautet wie folgt:
| I Hauptwerk C–a3 |                  |        |
| 1.               | Gedeckt          | 16′    |
| 2.               | Principal        | 08′    |
| 3.               | Flûte harmonique | 08′    |
| 4.               | Spitzflöte       | 08′    |
| 5.               | Octav            | 04′    |
| 6.               | Nachthorn        | 04′    |
| 7.               | Superoctave      | 02′    |
| 8.               | Mixtur IV        | 01 ⁄3′ |
| 9.               | Trompete         | 08′    |
|                  | Tremulant        |        |

| II Positiv C–a3 |                   |       |
| 10.             | Holzgedeckt       | 8′    |
| 11.             | Principal         | 4′    |
| 12.             | Rohrflöte         | 4′    |
| 13.             | Sesquialtera II 0 | 2 ⁄3′ |
| 14.             | Gemshorn          | 2′    |
| 15.             | Larigot           | 1 ⁄3′ |
| 16.             | Scharff III       | 1′    |
| 17.             | Cromorne          | 8′    |
|                 | Tremulant         |       |

| III Schwellwerk C–a3 |                      |         |
| 18.                  | Bourdon              | 16′     |
| 19.                  | Koppelflöte          | 08′     |
| 20.                  | Salicional           | 08′     |
| 21.                  | Vox coelestis        | 08′     |
| 22.                  | Principal            | 04′     |
| 23.                  | Traversflöte         | 04′     |
| 24.                  | Nazard               | 02 ⁄3′  |
| 25.                  | Hohlflöte            | 02′     |
| 26.                  | Terzflöte            | 01 3⁄5′ |
| 27.                  | Sifflet              | 01′     |
| 28.                  | Plein Jeu V          | 02′     |
| 29.                  | Fagott               | 16′     |
| 30.                  | Trompette harmonique | 08′     |
| 31.                  | Hautbois             | 08′     |
| 32.                  | Clairon              | 04′     |
|                      | Tremulant            |         |

| Pedal C–f1 |                 |        |
| 33.        | Principalbaß    | 16′    |
| 34.        | Subbaß          | 16′    |
| 35.        | Octavbaß        | 08′    |
| 36.        | Gedecktbaß      | 08′    |
| 37.        | Choralbaß       | 04′    |
| 38.        | Hintersatz IV 0 | 02 ⁄3′ |
| 39.        | Posaune         | 16′    |
| 40.        | Baßtrompete     | 08′    |

- Koppeln: II/I, III/I, III/II, I/P, II/P, III/P

### Kopp-Truhenorgel
Seit 2012 verfügt die Johanneskirche zudem über eine moderne Truhenorgel aus der Werkstatt des norddeutschen Orgelbauers Jürgen Kopp. Dieses Instrument hat 5 Register (Gedeckt 8′, Prinzipal 8′, Oktav 4′, Flöte 4′, Flöte 2′), die alle aus Holz gefertigt sind.

## Glocken
Die Kirche besitzt ein fünfstimmiges Geläut.
| Nr. | Name           | Schlagton | Gewicht | ⌀     | Inschrift |
| 1   | Christusglocke | cis       | k. A.   | k. A. | k. A.     |
| 2   | Marienglocke   | e         | k. A.   | k. A. | k. A.     |
| 3   | Josefsglocke   | fis       | k. A.   | k. A. | k. A.     |
| 4   | Johannesglocke | gis       | k. A.   | k. A. | k. A.     |
| 5   | Kinderglocke   | h         | k. A.   | k. A. | k. A.     |